# Anolis extremus
Espèce
Synonymes
- Anolis roquet var. extremus Garman, 1887
- Dactyloa extremus (Garman, 1887)

Anolis extremus est une espèce de sauriens de la famille des Dactyloidae.

## Répartition
Cette espèce est originellement endémique de la Barbade. Elle a été introduite à Sainte-Lucie, aux Bermudes, à la Trinité et au Venezuela,.

## Publication originale
- Garman, 1887 : On West Indian reptiles. Scincidae. Bulletin of the Essex Institute, vol. 19, p. 51-53 (texte intégral).